# Nützen
Nützen est une commune allemande du Schleswig-Holstein, située dans l'arrondissement de Segeberg (Kreis Segeberg), à quatre kilomètres au nord-ouest de la ville de Kaltenkirchen. Nützen est l'une des six communes de l'Amt Kaltenkirchen-Land (« Kaltenkirchen-campagne ») dont le siège est à Kaltenkirchen.